# Regobarrosia flavescens
Regobarrosia flavescens är en fjärilsart som beskrevs av Walker 1856. Regobarrosia flavescens ingår i släktet Regobarrosia och familjen björnspinnare. Inga underarter finns listade.